# Joseph Kling
Joseph Franciscus Kling (Amsterdam, 10 juni 1921 – Berg en Dal, 15 augustus 1977) was in de Tweede Wereldoorlog een fanatieke Nederlandse jodenvervolger, o.a. werkzaam onder de SS-er Franz Fischer, een van de Vier van Breda. Hij was in 1942 direct betrokken bij arrestaties van joden in Den Haag en omgeving en in november 1943 te Amsterdam, Soest, Blaricum en Bilthoven. Hij werd na de oorlog ter dood veroordeeld, maar dit vonnis werd later omgezet in een levenslange gevangenisstraf op basis van een psychiatrisch rapport. Na zijn vervroegde vrijlating in 1957 vestigde hij zich in Beek-Ubbergen, in zijn laatste levensjaren in Berg en Dal, waar hij in 1977 op 56-jarige leeftijd overleed. 

## Afkomst en jeugd
Joseph Kling was de jongste uit een katholiek gezin van zes kinderen. Zijn vader was boekbinder, zijn moeder Louise König was afkomstig uit Duitsland. Hij had een moeilijke jeugd met een mentaal instabiele moeder en een drankzuchtige vader die in 1937 overleed. Kling kwam pas op 14-jarige leeftijd van de lagere school en werd op grond van problematisch gedrag in mei 1937 in een kliniek in Oegstgeest onderzocht door hoogleraar psychiatrie dr. E. Carp. Deze constateerde bij Kling een psychopathisch beeld, erfelijk belast van vaderszijde.

## Tweede Wereldoorlog
Na diverse kortstondige betrekkingen trad Kling in 1941 vrijwillig in dienst bij het Nationalsozialistisches Kraftfahrkorps (NSKK), een paramilitair transportonderdeel van de NSDAP. In november 1942 solliciteerde hij met succes op een hulpfunctie bij Referat IV-B4 ("Judenreferat") te Den Haag, onderdeel van de Sicherheitspolizei und SD. Dit bureau, gevestigd in het complex Windekind aan de Nieuwe Parklaan, hield zich bezig met de deportatie van joden en opsporing van joodse onderduikers. In een periode van vier maanden werd hij berucht als fanatieke SD-er die, in Duitse taal schreeuwend en met veel geweld, arrestaties van joden leidde. Zelfs bij collega-SD-ers had Kling de reputatie van een sluw en onaangenaam persoon met een ongekend hardhandige aanpak. Op bevel van Franz Fisher had hij de leiding bij het wegvoeren van 250 joodse patiënten en onderduikers uit de psychiatrische inrichten Oud Rozenburg, de Ramaer-kliniek en de kliniek Ockenburg in Den Haag. Omdat hij de medische keuring bij de SS niet doorstond, vertrok hij bij de SD en nam in april 1944 dienst bij het Panzerregiment 5 te Neuruppin in Duitsland. Tijdens een verlof in Nederland leidde hij in november 1943 op verzoek van zijn vriend bij de SD in Den Haag, de Duitser Walter Hilbers, een klopjacht van acht dagen lang in Amsterdam, Blaricum en Soest, waarbij 33 joodse onderduikers en tien ‘joden-helpers’ werden weggevoerd. Ook hier trad hij meedogenloos op. Na terugkeer van verlof moest hij in december 1943 ook bij het Duitse leger om medische redenen vertrekken. Kling wist in januari 1945 weer in dienst te treden bij de NSKK, nu Amsterdam, waar hij voornamelijk de Duitse Inspektor van het Kraftfahrwesen assisteerde.

## Veroordeling, gratie en zakelijk succes
Kling werd in september 1945 aangehouden en vervolgens in november 1947 door het Amsterdamse Bijzonder Gerechtshof ter dood veroordeeld. Een citaat in de eis van de procureur-fiscaal L.W.M.M. Drabbe:
“Kinderen van 5 en 6 jaar, bejaarden van 75 en 80 jaar en zelfs stervenden werden door hem mishandeld, om hen te dwingen onderduikadressen op te geven (...) de verdachte is een door en door slecht mens met een gebrek aan elk normbesef”.
Het vonnis werd in hoger beroep bekrachtigd maar in juli 1948 door het Bijzonder Gerechtshof in Utrecht omgezet in levenslang op grond van een psychiatrisch rapport waarin o.m. werd verwezen naar het onderzoek uit 1937. In de gevangenis leerde hij een medewerkster van de reclassering kennen met wie hij in 1960 na zijn vervroegde vrijlating in Nijmegen in het huwelijk trad. Daar wist hij een succesvolle handelsonderneming in hout op te bouwen en woonde tot in de jaren ’70 met zijn gezin met drie kinderen in Beek-Ubbergen.